# Callopanchax
Callopanchax là một loài cá trong họ Aplocheilidae (Cá Killi châu Phi), các loài này là loài bản địa ở châu Phi. Một vài loài cá trong chi này được ưa thích để nuôi làm cá cảnh.

## Các loài
Hiện hành có 05 loài được ghi nhận trong chi này:
- Callopanchax huwaldi (Berkenkamp & Etzel, 1980)
- Callopanchax monroviae (Roloff & Ladiges, 1972)
- Callopanchax occidentalis (Clausen, 1966) (Cá bạc đầu trĩ hoàng kim)
- Callopanchax sidibeorum Sonnenberg & Busch, 2010
- Callopanchax toddi (Clausen, 1966)